# Кувшинова, Наталья Сергеевна
Кувши́нова Ната́лья Серге́евна (род. 3 июня 1986 года, Заринск, Алтайский край, РСФСР, СССР) — российский политик. Член Совета Федерации (с 2023). Вошла в комитет Совета Федерации по конституционному законодательству и государственному строительству.
Депутат Государственной думы Российской Федерации VII созыва, член комитета Госдумы по физической культуре, спорту, туризму и делам молодежи, член фракции «Единая Россия» (2016—2021).

## Биография
Родилась 3 июня 1986 года в семье педагогов в городе Заринск Алтайского края. Училась в школе № 4. Посещала музыкальную школу, баскетбольную секцию, театральный кружок. Окончила школу с серебряной медалью. В 2008 году с отличием окончила юридический факультет Алтайского государственного университета.
В 2005—2011 годах работала в фирме «Байт» города Заринска.
В 2011—2012 годах — помощник директора по социальным вопросам ОАО «СПП Стройгаз».
В 2012—2016 годах работала в ООО «СтройПрактик» заместителем директора по правовым вопросам.
В 2007 году, будучи студенткой четвёртого курса, была избрана депутатом Барнаульского молодёжного парламента. С 2009 года член Молодёжного парламента при Государственной думе. Являлась членом комиссии по защите прав молодежи, попавшей в трудную жизненную ситуацию, а затем председателем этой комиссии.
В 2011—2017 годах, ответственный секретарь, председатель Молодёжного парламента при Государственной думе
В 2016 году баллотировалась в Государственную думу по списку «Единой России» от группы Томск-Кузбасс-Алтай. В Думу прошла, получив вакантный мандат отказавшегося идти в Думу губернатора Кемеровской области Амана Тулеева.
В 2016—2021 годах депутат Государственной думы VII созыва, член Комитета по физической культуре, спорту, туризму и делам молодежи, член фракции «Единая Россия».
18 октября 2021 года назначена постоянным представителем губернатора В. П. Томенко и правительства Алтайского края в Алтайском краевом Законодательном Собрании.
18 сентября 2023 года утверждена на пост сенатора от исполнительной власти Алтайского края в Совете Федерации, став одним из самых молодых представителей в верхней палате.

### Депутат Государственной думы (2016—2021)
VII созыв (2016—2021)
На выборах в Госдуму 2016 года вошла в список «Единой России» по Республике Алтай, Алтайскому краю, Кемеровской области и Томской область под номером десять. Первоначально не избралась депутатом, но после отказа от мандата губернатора Кемеровской области А. М. Тулеева была избрана депутатом Государственной думы VII созыва.
Выборы: По спискам партии «Единая Россия» (№ 10) в региональной группе № 6 (Республика Алтай, Алтайский край, Кемеровская область, Томская область).
Комиссии:
Комитеты: Член Комитета по физической культуре, спорту, туризму и делам молодежи.
Законотворчество: соавтор 38 законодательных инициатив и поправок к проектам федеральных законов.
Участие в заседаниях: 93,4 % (341 из 365)
Голосование: За — 72,8 %, Против — 0,2 %, Воздержалась — 0 %, не голосовала — 27,0 %

### Выборы-2021
Прошедшие выборы в Государственную Думу РФ принесли много неожиданностей. Несколько фаворитов из «Единой России», которым эксперты гарантировали место в парламенте, проиграли. В их числе Наталья Кувшинова. Наталья Кувшинова осталась без депутатского кресла по результатам минувшего избирательного цикла по причине невысоких результатов территориальной группы «Единой России».
Из-за низкой поддержки избирателей на выборах не сработал и запасной вариант с АКЗС — не получилось стать депутатом регионального законодательного собрания, поскольку даже первое место в партсписке по округу № 2 (Ключевский, Кулундинский, Михайловский, Табунский районы) не позволило ей получить место в законодательном органе.

## Награды
- Благодарность Правительства Российской Федерации (16 декабря 2019 года) — за большой вклад в развитие российского парламентаризма и активную законотворческую деятельность[14].
- Юбилейная медаль «МПА СНГ. 25 лет» (12 апреля 2018 года) — за заслуги в деле развития и укрепления парламентаризма, за вклад в развитие и совершенствование правовых основ функционирования Содружества Независимых Государств, укрепление международных связей и межпарламентского сотрудничества[15].